# 狀元棋
狀元棋，又稱三國，是流傳於福建寧德、壽寧縣、松溪縣等地的三人傳統棋類，行棋採用三六九棋類，但勝利方式不同，與三花棋都是依隨機行棋並吃王為勝。

## 棋具

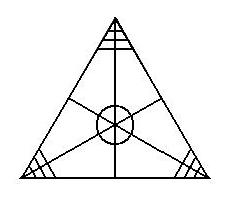
寧德、寿宁的狀元棋

- 一正三角型，各角畫中分線，各角再畫三條垂直中分線的直線。交叉點為棋位。寧德、寿宁的棋盤是中間還有一圓。
- 每人一枚棋子代表皇帝，九枚棋子代表士兵、與三顆石頭。

## 棋規
- 初始布置各選一端，皇帝放在一端的末端，兵卒放在近處的九個點。
- 每人各選一、四、七、或二、五、八、或三、六、九，此三組的三個數字。
- 每次大家一同出手，以決定誰可走一步，手中可握零到三顆石頭。若石頭總數為己方所選組的數字之一，則己棋走一步至空位或敵棋處。若至敵棋處，則將該敵棋移除遊戲。
- 若消滅一個皇帝，該被吃方所有棋子皆移除。
- 以消滅兩國的皇帝為勝。

## 外部連結
- 民间棋类游戏三国怎么玩？